# جاوا (آلاباما)
جاوا (به انگلیسی: Java) یک منطقهٔ مسکونی در ایالات متحده آمریکا است که در آلاباما واقع شده‌است. جاوا ۸۹٫۹۲ متر بالاتر از سطح دریا قرار دارد.